# Temporada 1964 de las Grandes Ligas de Béisbol
En la Temporada 1964 de las Grandes Ligas de Béisbol se recuerda como el final de la tercera dinastía de los New York Yankees, ya que ganaron su 29º Campeonato de la Liga Americana en 44 temporadas. Sin embargo, los Yankees perdieron la Serie Mundial frente a St. Louis Cardinals en siete partidos; la misma fue disputada entre el 7 al 15 de octubre.
Hasta la fecha de hoy, es el único equipo de la Liga Nacional que tiene una ventaja sobre los Yankees en series
mundiales jugadas (3-2), entre los equipos de no expansión.
El Juego de las Estrellas fue disputado el 7 de julio en el Shea Stadium y fue ganado por la Liga Nacional con un marcador de 7-4.

## Premios y honores
- MVP
  - Brooks Robinson, Baltimore Orioles (AL)
  - Ken Boyer, St. Louis Cardinals (NL)
- Premio Cy Young
  - Dean Chance, Los Angeles Angels (AL)
- Novato del año
  - Tony Oliva, Minnesota Twins (AL)
  - Dick Allen, Philadelphia Phillies (NL)

## Temporada Regular
| Liga Americana        | Liga Americana | Liga Americana | Liga Americana | Liga Americana | Liga Americana | Liga Americana |
| Equipo                | V              | D              | CTE            | JD             | LOCAL          | VISITA         |
| --------------------- | -------------- | -------------- | -------------- | -------------- | -------------- | -------------- |
| New York Yankees      | 99             | 63             | .611           | -              | 50-31          | 49-32          |
| Chicago White Sox     | 98             | 64             | .605           | 1              | 52-29          | 46-35          |
| Baltimore Orioles     | 97             | 65             | .599           | 2              | 49-32          | 48-33          |
| Detroit Tigers        | 85             | 77             | .525           | 14             | 46-35          | 39-42          |
| Los Angeles Angels    | 82             | 80             | .506           | 17             | 45-36          | 37-44          |
| Cleveland Indians     | 79             | 83             | .488           | 20             | 41-40          | 38-43          |
| Minnesota Twins       | 79             | 83             | .488           | 20             | 40-41          | 39-42          |
| Boston Red Sox        | 72             | 90             | .444           | 27             | 45-36          | 27-54          |
| Washington Senators   | 62             | 100            | .383           | 37             | 31-50          | 31-50          |
| Kansas City Athletics | 57             | 105            | .352           | 42             | 26-55          | 31-50          |

| Liga Nacional         | Liga Nacional | Liga Nacional | Liga Nacional | Liga Nacional | Liga Nacional | Liga Nacional |
| Equipo                | V             | D             | CTE           | JD            | LOCAL         | VISITA        |
| --------------------- | ------------- | ------------- | ------------- | ------------- | ------------- | ------------- |
| St. Louis Cardinals   | 93            | 69            | .574          | -             | 48-33         | 45-36         |
| Philadelphia Phillies | 92            | 70            | .568          | 1             | 46-35         | 46-35         |
| Cincinnati Reds       | 92            | 70            | .568          | 1             | 47-34         | 45-36         |
| San Francisco Giants  | 90            | 72            | .556          | 3             | 44-37         | 46-35         |
| Milwaukee Braves      | 88            | 74            | .543          | 5             | 45-36         | 43-38         |
| Los Angeles Dodgers   | 80            | 82            | .494          | 13            | 41-40         | 39-42         |
| Pittsburgh Pirates    | 80            | 82            | .494          | 13            | 42-39         | 38-43         |
| Chicago Cubs          | 76            | 86            | .469          | 17            | 40-41         | 36-45         |
| Houston Colt .45s     | 66            | 96            | .407          | 27            | 41-40         | 25-56         |
| New York Mets         | 53            | 109           | .327          | 40            | 33-48         | 20-61         |

## Postemporada
NL St. Louis Cardinals (4) vs. AL New York Yankees (3)
|                                            |
| Campeón St. Louis Cardinals Séptimo Título |

## Líderes de la liga

### Liga Americana
Líderes de Bateo 
| Categoría           | Jugador          | Equipo | Marca |
| ------------------- | ---------------- | ------ | ----- |
| Porcentaje de bateo | Tony Oliva       | MIN    | .323  |
| Cuadrangulares      | Harmon Killebrew | MIN    | 49    |
| Carreras Impulsadas | Brooks Robinson  | BAL    | 118   |
| Carreras Anotadas   | Tony Oliva       | MIN    | 109   |
| Hits                | Tony Oliva       | MIN    | 217   |
| Robo de Bases       | Luis Aparicio    | BAL    | 57    |

Líderes de Pitcheo 
| Categoría         | Jugador                 | Equipo  | Marca |
| ----------------- | ----------------------- | ------- | ----- |
| Victorias         | Dean Chance Gary Peters | LAA CHW | 20    |
| Derrotas          | Diego Segui             | KCA     | 17    |
| ERA               | Dean Chance             | LAA     | 1.65  |
| Ponches           | Al Downing              | NYY     | 217   |
| Entradas Lanzadas | Dean Chance             | LAA     | 278.1 |
| Juegos salvados   | Dick Radatz             | BOS     | 29    |

### Liga Nacional
Líderes de Bateo 
| Categoría           | Jugador                     | Equipo  | Marca |
| ------------------- | --------------------------- | ------- | ----- |
| Porcentaje de bateo | Roberto Clemente            | PIT     | .339  |
| Cuadrangulares      | Willie Mays                 | SFG     | 47    |
| Carreras Impulsadas | Ken Boyer                   | STL     | 119   |
| Carreras Anotadas   | Dick Allen                  | PIT     | 125   |
| Hits                | Roberto Clemente Curt Flood | PIT STL | 211   |
| Robo de Bases       | Maury Wills                 | LAD     | 53    |

Líderes de Pitcheo 
| Categoría         | Jugador        | Equipo | Marca |
| ----------------- | -------------- | ------ | ----- |
| Victorias         | Larry Jackson  | CHC    | 24    |
| Derrotas          | Tracy Stallard | NYM    | 20    |
| ERA               | Sandy Koufax   | LAD    | 1.74  |
| Ponches           | Bob Veale      | PIT    | 250   |
| Entradas Lanzadas | Don Drysdale   | LAD    | 321.1 |
| Juegos salvados   | Hal Woodeshick | HOU    | 23    |